# 列克星敦 (南卡罗来纳州)
列克星敦（英文：Lexington），是美国南卡罗来纳州下属的一座城市。城市类型是鎮。其面积大约为8.95平方英里（23.17平方公里）。根据2010年美国人口普查，该市有人口17,870人，人口密度约为每平方 英里1,997.09人（约合每平方公里771.11人）。